# Ramotswa
Ramotswa è un villaggio del Botswana situato nel distretto Sudorientale, sottodistretto di South East. Il villaggio, secondo il censimento del 2011, conta 28.952 abitanti.

## Località
Nel territorio del villaggio sono presenti le seguenti 40 località:
- Bergn Stables di 4 abitanti,
- Boatle di 38 abitanti,
- Bojankwe di 2 abitanti,
- Brunton Stables di 8 abitanti,
- DaytonStables di 7 abitanti,
- Dikgatlhong di 30 abitanti,
- Disana,
- Dithojwane,
- Ditsotswane di 29 abitanti,
- Gaborone Stables di 5 abitanti,
- Gamarete di 7 abitanti,
- Gamhatlha di 13 abitanti,
- Gamoipolai di 20 abitanti,
- Hukung di 87 abitanti,
- Lareng di 11 abitanti,
- Lefafu di 3 abitanti,
- Lengwane di 8 abitanti,
- Lephaleng di 13 abitanti,
- Lesetlhane di 20 abitanti,
- Lesung,
- Magotane di 23 abitanti,
- Matlapekwe di 43 abitanti,
- Metsimaswaane di 300 abitanti,
- Mmokolodi Farm di 434 abitanti,
- Mogagabe di 6 abitanti,
- Mokgosi di 14 abitanti,
- Potsane di 12 abitanti,
- Rankepe,
- Rupra Stables di 8 abitanti,
- Sanje Stables di 3 abitanti,
- Selokwane,
- Sengoma di 16 abitanti,
- Sentlhane di 117 abitanti,
- Seoposengwe di 13 abitanti,
- Sepitswane di 5 abitanti,
- Seribe di 42 abitanti,
- Tawana,
- Tlaberwane di 21 abitanti,
- Tsietsamotswana di 46 abitanti,
- Tsokwane di 21 abitanti